# محله هوایی اورگلیدز
محله هوایی اورگلیدز (به انگلیسی: Everglades Airpark) یک فرودگاه همگانی بهره‌برداری هوایی است که یک باند فرود آسفالت دارد و طول باند آن ۷۳۲ متر است. این فرودگاه در کشور ایالات متحده آمریکا قرار دارد و در ارتفاع ۲ متری از سطح دریا واقع شده است.